# Sybra amboinica
Sybra amboinica là một loài bọ cánh cứng trong họ Cerambycidae.